# Піднеси свій голос
Піднеси свій голос (англ. Raise Your Voice) — американський фільм 2004 року жанру мелодрами. Режисер Шон МакНамара. В головних ролях: Гіларі Дафф, Олівер Джеймс, Джейсон Ріттер, Дана Девіс, Ребекка де Морней. Сюжет розповідає історію дівчини, яка втратила брата і поїхала навчатися в музичну школу Лос-Анджелесу без дозволу батька. Загалом фільм отримав негативні рецензії критиків та не окупився в касових зборах, збираючи $14,867,514.
Першочергово на роль Террі мали взяти Еван Рейчел Вуд, але через конфлікти її кандидатуру було знято. Дві пісні з альбому Гіларі Дафф «Hilary Duff», «Someone's Watching over Me» і «Jericho», були використані як саундтреки для фільму. У фільмі також використовуються дві пісні рок-гурту Three Days Grace: «Are You Ready?» та «Home».
Стрічка вийшла на DVD 12 лютого 2005.

## Сюжет
Террі Флетчер (Гіларі Дафф) обожнює співати і хоче поїхати до Лос-Анджелесу, щоб навчатись у музичній школі. Її батько, Саймон (Девід Кіт), не підтримує її ідеї та забороняє дочці туди їхати. Проте її брат Пол (Джейсон Ріттер), знаючи про захоплення сестри, наполягає, щоб вона поїхала вчитись у Лос-Анджелес.
Після закінчення школи Пол свариться з батьком, — і той карає його забороною покидати будинок. На злість батькові і для підбадьорення брата, Террі купує квитки на концерт і разом із братом тікає з будинку. Повеселившись, Террі та Пол їдуть додому, але потрапляють в автокатастрофу. Террі прокидається в лікарні і дізнається від матері, що її брат не вижив.
Террі звинувачує себе у смерті брата. Вона починає працювати в ресторані і повністю відстороняється від думки про навчання в Лос-Анджелесі. Перед автокатастрофою Пол потайки відправив до музичної школи відео із записом його сестри. Внаслідок цього Террі отримує листа, що її прийнято на навчання. Проте батько забороняє їй туди їхати, хоч його дружина з ним не погоджується. Оскільки жінка лишилася лише з однією дитиною, вона хоче, аби мрії її дочки здійснилися. Тож вона звертається по допомогу до сестри батька, Ніни. Террі вдається обманути батька, вдаючи, що вона їде до тітки, хоча насправді починає навчання в школі Брістона.
Перші дні в школі виявляються важкими для Террі. Але згодом вона знаходить підтримку у Джея Кордана (Олівер Джеймс), який закохується в неї. Його колишня дівчина Робін (Лорен К. Мейхью) всіляко намагається завадити їх стосункам, але в неї нічого не виходить.
У школі Террі також зустрічає Ківі (Джонні Льюїс) — хлопця, який кохає сором'язливу дівчину-піаністку Слоан (Кет Деннінгс), котрій боїться виказати свої почуття. Террі допомагає їм познайомитись, але на початку їх стосунки не показують ознак теплоти. Згодом між Ківі та Слоан все ж таки виникають романтичні стосунки.
При завершенні навчального року всі студенти мають виступити із піснею на заключному концерті. Террі та Джей об'єднують свої зусилля і створюють пісню для концерту. Перед виступом Террі бачить у залі свого батька, який, хоч спочатку намагається забрати її додому, врешті дозволяє їй повернутись на сцену, щоб заспівати та проявити музичні таланти. Террі виконує пісню «Someone's Watching over Me». Хоч її виступ подобається аудиторії, конкурс виграє її сусідка по кімнаті, яка грає на скрипці. Проте після почутого Саймон Флетчер змінює своє ставлення до дочки і дозволяє їй продовжити навчання наступного року. Фільм завершується виконанням Террі пісні «Jericho».

## У ролях
- Гіларі Дафф — Тереза «Террі» Флетчер
- Олівер Джеймс — Джей Кордан
- Дана Девіс — Деніс Гілмор
- Джонні Льюїс — Ківі Уілсон
- Ріта Вілсон — Франсіс Флетчер
- Лорен К. Мейхью — Робін Чайлдерс
- Кет Деннінгс — Слоан
- Джейсон Ріттер — Пол Флетчер
- Ребекка де Морней — тітка Ніна
- Девід Кіт — Саймон Флетчер
- Джон Корбетт — містер Торвалд
- Керлі Рівз — Келлі
- Джеймс Ейвері — містер Гентрі
- Роберт Требор — містер Вессон
- Стівен 'Т7' Палмер — вуличний барабанщик
- Давида Вільямс — Лорен
- Маршалл Манеш — Кеббі
- Гіббі Бренд — містер Голкомб
- Шон Патрік МакНамара — доктор Марк Фарлі
- Фред Майєрс — Меттью
- Мітч Роттер — фолк-співак
- Адам Гонтьє — в ролі самого себе

## Рецензії
Загалом фільм отримав негативні рецензії. На сайті Metacritic стрічка отримала 33 бали із 100. На сайті Rotten Tomatoes кіно здобуло 16%.

## Касові збори
Фільм розпочав покази 8 жовтня 2004 і зібрав $4,022,693 в перший вікенд, опиняючись на 6 місці після «Shark Tale», «Friday Night Lights», «Ladder 49», «Taxi» та «The Forgotten». Наприкінці своїх показів «Піднеси свій голос» зібрав $10,411,980 в США та $4,455,534 інтернаціонально, загально збираючи $14,867,514 по всьому світу.

## Нагороди
На контрасті до негативних рецензій за роль, в 2005 Гіларі Дафф виграла Kids Choice Award у категорії Найулюбленіша кіноактриса (англ. Favorite Movie Actress). В 2006 Гіларі Дафф також отримала номінацію на премію Золота малина у категорії Найгірша актриса (англ. Worst Actress).

## Саундтреки
Альбом саундтреків був запланований для виходу перед появою фільму у кінотеатрах, але через реліз альбому «Hilary Duff», який включав дві пісні з фільму, реліз альбому саундтреків був скасований. Рок-гурт Three Days Grace вніс у фільм дві свої пісні під назвою «Are You Ready?» та «Home», які входять в альбом «Three Days Grace». 
Запланований список саундтреків для альбому
1. "Play It Loud" – MxPx
2. "Someone's Watching Over Me" – Гіларі Дафф
3. "Jericho" – Гіларі Дафф
4. "Fly" – Гіларі Дафф
5. "Shine" – Гіларі Дафф
6. "Walking on Sunshine" – Katrina and the Waves
7. "Home" – Three Days Grace
8. "Are You Ready?" – Three Days Grace
9. "We Might as Well Be Strangers" – Keane
10. "Lift Off" – Tina Sugandh